# Mahmud al-Muntasir
Mahmud al-Muntasir, född 8 augusti 1903 död 28 september 1970 var Libyens premiärminister från 29 mars 1951 till 19 februari 1954 (landet blev självständigt från Italien i december år 1951) och från den 20 januari 1964 till 20 mars 1965. Han var även Libyens utrikesminister från den 24 december 1951 till 19 februari 1954.
Efter Muammar al-Gaddafis militärkupp 1969 som störtade monarkin arresterades Mahmud al-Muntasir och fängslades. Han avled i fängelse året efter - enligt obekräftade rykten genom självmord på grund av dålig behandling i fängelset.